# Prähistorische Zeitschrift
Prähistorische Zeitschrift (Revista Prehistórica en español) es una revista alemana que publica trabajos de arqueología.
Fue fundada en 1909 por Carl Schuchhardt, Karl Schumacher y Hans Seger. En sus inicios, estuvo vinculada a la Sociedad Berlinesa de Antropología, Etnología y Prehistoria (Berliner Gesellschaft für Anthropologie, Ethnologie und Urgeschichte), la Sociedad Alemana de Antropología, la administración de Museos Nacionales en Berlín y asociaciones alemanas de arqueología como la Südwestdeutschen Verband für Altertumsforschung.
En 2023, los editores en jefe son François Bertemes, Phillippe Della Casa, Wolfram Schier y Matthias Wemhoff.
La revista tiene dos números anuales, publicados por la editorial Walter de Gruyter. Cada número tiene una tirada de 500 copias.
Los artículos principalmente presentan resultados de investigaciones del este, sudeste y centro-norte de Europa. Además, cuenta en su archivo con monográficos sobre arqueología prehistórica. Los artículos se publican en alemán, inglés o francés, con resúmenes en otros idiomas.
Las contribuciones están sometidas a una revisión por pares, con evaluaciones realizadas por académicos expertos en las temáticas abordadas.